# Vườn quốc gia Moukalaba-Doudou
Vườn quốc gia Moukalaba-Doudou là một vườn quốc gia tại Gabon. Với diện tích 4.500 km2 (1.700 dặm vuông Anh), vườn quốc gia này có nhiều môi trường sống khác nhau như rừng mưa ẩm ướt và đồng cỏ thảo nguyên. Vườn quốc gia này đã được thêm vào danh sách di sản thế giới dự kiến của UNESCO vào ngày 20 tháng 10 năm 2005.